# Новояриловицька сільська рада
Новояри́ловицька сільська́ ра́да — адміністративно-територіальна одиниця та орган місцевого самоврядування в Ріпкинському районі Чернігівської області. Адміністративний центр — село Нові Яриловичі.

## Загальні відомості
Новояриловицька сільська рада утворена у 1943 році.
- Територія ради: 95,39 км²
- Населення ради: 972 особи (станом на 2001 рік)

## Населені пункти
Сільській раді підпорядковані населені пункти:
- с. Нові Яриловичі
- с. Киселівка
- с. Нова Папірня
- с. Сиделівка
- с. Скиток
- с. Старі Яриловичі

## Склад ради
Рада складається з 16 депутатів та голови.
- Голова ради: Ткаченко Володимир Миколайович
- Секретар ради: Приходько Людмила Миколаївна

### Керівний склад попередніх скликань
| Прізвище, ім'я, по батькові    | Основні відомості                                                         | Дата обрання | Дата звільнення |
| ------------------------------ | ------------------------------------------------------------------------- | ------------ | --------------- |
| Смаль Катерина Григорівна      | Сільський голова, 1967 року народження, член Народної партії              | 26.03.2006   | 31.10.2010      |
| Ткаченко Володимир Миколайович | Сільський голова, 1964 року народження, освіта вища, член Партії регіонів | 31.10.2010   |                 |

Примітка: таблиця складена за даними сайту Верховної Ради України

### Депутати
За результатами місцевих виборів 2010 року депутатами ради стали:

#### За суб'єктами висування
| Суб'єкт висування                                       | Кількість обраних депутатів | %    |
| ------------------------------------------------------- | --------------------------- | ---- |
| Партія регіонів                                         | 7                           | 43,8 |
| Народна партія                                          | 6                           | 37,5 |
| Самовисування                                           | 2                           | 12,5 |
| Політична партія Всеукраїнське об'єднання «Батьківщина» | 1                           | 6,3  |

#### За округами
| № округу                                                | Прізвище, ім'я, по батькові     | Дата визнання обраним | Освіта  | Партійна приналежність | Відомості про обраного депутата                   |
| ------------------------------------------------------- | ------------------------------- | --------------------- | ------- | ---------------------- | ------------------------------------------------- |
| Народна Партія                                          |                                 |                       |         |                        |                                                   |
| 1                                                       | Марченок Людмила Григорівна     | 04.11.2010            | середня | член Народної партії   | Комарівське лісництво, робітник                   |
| 8                                                       | Малашенко Василь Володимирович  | 04.11.2010            | середня | член Народної партії   | КП"Мир", директор                                 |
| 10                                                      | Табачук Ольга Андріївна         | 04.11.2010            | вища    | член Народної партії   | КП «Мир», бухгалтер                               |
| 13                                                      | Савосіна Надія Миколаївна       | 04.11.2010            | вища    | член Народної партії   | приватний підприємець                             |
| 14                                                      | Ревенок Євгенія Титівна         | 04.11.2010            | середня | член Народної партії   | пенсіонер                                         |
| 15                                                      | Польгуй Сергій Миколайович      | 04.11.2010            | середня | член Народної партії   | АЗС, оператор                                     |
| Партія регіонів                                         |                                 |                       |         |                        |                                                   |
| 2                                                       | Ревенок Володимир Іванович      | 04.11.2010            | вища    | член Партії регіонів   | пенсіонер                                         |
| 3                                                       | Кисіль Марія Іванівна           | 04.11.2010            | вища    | член Партії регіонів   | пенсіонер                                         |
| 7                                                       | Сотникова Світлана Федорівна    | 04.11.2010            | середня | член Партії регіонів   | Добрянка ССТ, продавець                           |
| 9                                                       | Бастиль Володимир Володимирович | 04.11.2010            | вища    | член Партії регіонів   | тимчасово не працює                               |
| 11                                                      | Тур Володимир Юрійович          | 04.11.2010            | середня | член Партії регіонів   | АЗС, оператор                                     |
| 12                                                      | Приходько Людмила Миколаївна    | 04.11.2010            | вища    | член Партії регіонів   | ПП"НКН", продавець                                |
| 16                                                      | Шорстка Олександра Петрівна     | 04.11.2010            | середня | член Партії регіонів   | Укрітеравтосервіс, робітник                       |
| Політична партія Всеукраїнське об'єднання «Батьківщина» |                                 |                       |         |                        |                                                   |
| 5                                                       | Озявко Юрій Павлович            | 04.11.2010            | середня | позапартійний          | Ріпкинський цех електрозв'язку, електромлнтер     |
| Самовисування                                           |                                 |                       |         |                        |                                                   |
| 4                                                       | Борзда Наталія Іванівна         | 04.11.2010            | середня | позапартійна           | Новояриловицький сільський клуб, завідувач клубом |
| 6                                                       | Глушак Василь Семенович         | 04.11.2010            | вища    | позапартійний          | загальноосвітня школа с. Нові Яриловичі, вчитель  |